# اندیس کوه زنگی
کوه زنگی یک اندیس غیرفلزی است که در حوالی شهر دامغان استان سمنان قرار دارد و مادهٔ معدنی موجود در آن، فسفات است.  